# 過去のジャニーズ所属者
過去のジャニーズ所属者（かこのジャニーズしょぞくしゃ）では、過去にSMILE-UP.（旧ジャニーズ事務所）ならびSTARTO ENTERTAINMENTに所属したアイドルを取り挙げる。  
なお、過去のジャニーズJr.内のグループは、「ジャニーズJr.解散グループ (1990年以前)」・「ジャニーズJr.解散グループ (1990年以降)」・「ジャニーズJr.解散グループ (2000年以降)」、バックバンドグループは「ジャニーズ事務所 過去のバックバンド」、その他関連グループは「ジャニーズ関連企画ユニット」・「ジャニーズ関連OBユニット」の項目を其々参照。

## 退所したグループメンバー
ジャニーズJr.以外のグループメンバー。★印があるグループは、一部のメンバーが退所後も活動を継続中のグループ。●印があるグループは、解散もしくは活動休止後に再結成を果たしたことがあるグループ。
| グループ名                    | 退所メンバー                                              | 在籍時所属レコード会社                                                                                 |
| ----------------------------- | --------------------------------------------------------- | --- |
| ジャニーズ                    | あおい輝彦 飯野おさみ 真家ひろみ 中谷良                   | ビクターレコード                                                                                       |
| フォーリーブス●               | 北公次 江木俊夫 青山孝 おりも政夫                         | CBS・ソニー                                                                                            |
| ジューク・ボックス            | 円谷弘之 小谷純 吉本あき弘 やなせかおる 岡のりお 風間忠芳 | キャニオンレコード                                                                                     |
| JOHNNYS' ジュニア・スペシャル | 林正明 畠山昌久 板野俊雄                                  | CBS・ソニー                                                                                            |
| リトル・ギャング              | 松原秀樹 曽我泰久                                         | RCA |
| ジャPAニーズ                  | 細野謙治 吉野明男 乃生佳之 板野俊雄                       | |
| ANKH                          | 伊藤栄悟 柴谷英樹 大野祥孝 長谷部徹 松原秀樹 曽我泰久     | フォーライフ・レコード                                                                                 |
| シブがき隊                    | 布川敏和 本木雅弘 薬丸裕英                                | CBS・ソニー                                                                                            |
| THE GOOD-BYE●                 | 野村義男 曽我泰久 加賀八郎 衛藤浩一                       | ビクター音楽産業                                                                                       |
| 少年隊                        | 錦織一清 植草克秀 東山紀之                                | ワーナー・パイオニア ↓ ポニーキャニオン ↓ ジャニーズ・エンタテイメント ↓ Johnny's Entertainment Record |
| 光GENJI                       | 大沢樹生 佐藤寛之 諸星和己 山本淳一 赤坂晃                | ポニーキャニオン                                                                                       |
| 男闘呼組●                     | 高橋一也 前田耕陽 成田昭次 岡本健一                       | RCA/BMGビクター                                                                                        |
| CHA-CHA                       | 中村亘利 木野正人                                         | バップ                                                                                                 |
| 忍者                          | 志賀泰伸 古川栄司 高木延秀 遠藤直人 柳沢超 正木慎也       | 日本コロムビア                                                                                         |
| SMAP                          | 森且行 稲垣吾郎 草彅剛 香取慎吾 中居正広                  | ビクターエンタテインメント                                                                             |
| TOKIO                         | 山口達也 長瀬智也                                         | ソニーレコード ↓ ユニバーサルJ ↓ J Storm ↓ Storm Labels                                                |
| V6                            | 森田剛 三宅健 岡田准一                                    | avex trax                                                                                              |
| DOMOTO★                       | 堂本剛                                                    | ジャニーズ・エンタテイメント ↓ Johnny's Entertainment Record ↓ ELOV-Label                              |
| 嵐★                           | 二宮和也 松本潤                                           | ポニーキャニオン ↓ J Storm ↓ Storm Labels                                                              |
| タッキー&翼                   | 今井翼 滝沢秀明                                           | avex trax                                                                                              |
| NEWS★                         | 森内貴寛 草野博紀 錦戸亮 手越祐也 山下智久                | ジャニーズ・エンタテイメント ↓ Johnny's Entertainment Record ↓ ELOV-Label                              |
| SUPER EIGHT★                  | 渋谷すばる 錦戸亮                                         | テイチクエンタテインメント ↓ インペリアルレコード ↓ INFINITY RECORDS                                   |
| KAT-TUN                       | 田中聖 赤西仁 田口淳之介 亀梨和也                         | J Storm （レーベル：J-One Records） ↓ Storm Labels                                                     |
| Hey! Say! JUMP★               | 森本龍太郎                                                | J Storm ↓ Storm Labels                                                                                 |
| Kis-My-Ft2★                   | 北山宏光                                                  | avex trax ↓ MENT RECORDING                                                                             |
| timelesz★                     | マリウス葉                                                | ポニーキャニオン ↓ ユニバーサルJ （レーベル：Top J Records） ↓ UJ （レーベル：Over The Top）           |
| King & Prince★                | 岩橋玄樹 平野紫耀 神宮寺勇太 岸優太                       | ユニバーサルJ （レーベル：Johnnys’Universe） ↓ UJ（レーベル：Project K&P）                             |

## 退所したソロアイドル・俳優
ソロでレコードデビュー、もしくは主にソロタレントとして扱われていた者を記す。
デビュー順
| 退所メンバー | 在籍時所属レコード会社                                                    |
| ------------ | ------------------------------------------------------------------------- |
| 永田英二     | 東芝レコード                                                              |
| 内田喜郎     | 日本ビクター                                                              |
| 郷ひろみ     | CBS・ソニー                                                               |
| 葵テルヨシ   | ポリドール・レコード                                                      |
| 豊川誕       | CBS・ソニー                                                               |
| 井上純一     | 日本コロムビア                                                            |
| 殿ゆたか     | キャニオン・レコード                                                      |
| 森谷泰章     | エレックレコード → 東芝レコード                                           |
| 未都由       | CBS・ソニー                                                               |
| 川﨑麻世     | CBS・ソニー                                                               |
| 赤木さとし   | クラウンレコード                                                          |
| 田原俊彦     | NAVレコード → ポニーキャニオン/NAV                                        |
| 近藤真彦     | RVC → ソニー・ミュージックレコーズ                                        |
| ひかる一平   | フォーライフ・レコード                                                    |
| 中村繁之     | ワーナー・パイオニア                                                      |
| 三好圭一     |                                                                           |
| 大沢秀高     |                                                                           |
| 目黒正樹     |                                                                           |
| 中山優馬     | ジャニーズ・エンタテイメント → Johnny's Entertainment Record → ELOV-Label |
| 生田斗真     |                                                                           |
| 佐野瑞樹     |                                                                           |
| 風間俊介     |                                                                           |
| 屋良朝幸     | avex trax                                                                 |
| 浜中文一     |                                                                           |

## 退所した女性タレント
| グループ名           | 退所メンバー                           | 在籍時所属レコード会社 |
| -------------------- | -------------------------------------- | ---------------------- |
| VIP                  | 河村信子 吉本和子                      | キングレコード         |
| スリーヤンキース     | 橋本美砂子 川崎志津子 松尾貴子         | キャニオンレコード     |
| オレンジ・シスターズ | 吉竹加世子 酒井妙 吉川聖美             | アルファ・ムーン       |
| ソロで活動           | 飯野矢住代 嶋田じゅん 藤島ジュリー景子 |                        |

## 退所した主なジュニア
出典がある人物のみ掲載（50音順）。グループデビューした者も含む。
生年順
1951年生まれ
渡辺茂樹
1957年生まれ
小坂まさる
1961年生まれ
田淵英人
1966年生まれ
平本淳也
1967年生まれ
宇治正高、江端郁己、江端郁世、佐藤健太
1969年生まれ
土田一徳
1970年生まれ
松元治郎
1973年生まれ
野口隆史
1976年生まれ
小島啓、斎藤恭央
1978年生まれ
国分博
1979年生まれ
原知宏
1980年生まれ
秋山純、小原裕貴
1981年生まれ
五十嵐慶一、榎本雄太、古屋暢一、町田慎吾
1982年生まれ
大坂俊介、川野直輝、小場賢、高橋直気、梨本威温、浜田一男、森雄介、米花剛史
1983年生まれ
上里亮太、小高公博、下嶋兄、髙橋譲、中江川力也、良知真次
1984年生まれ
提箸一平、志鎌拓大、志鎌啓大、島田直樹、中村翔、牧野紘二、萩原幸人
1985年生まれ
石垣大祐、伊藤達哉、小林英和、小林宏一、宮城俊太
1986年生まれ
伊東和宏、内澤祐豊、小沢慧、高梨秀輔、武内幸太朗、東新良和、長谷部隼、日高光啓
1987年生まれ
有山勇輝、安藤靖浩、飯田恭平、石坂晴樹、江田剛、加藤幸宏、金子圭佑、ジミーMackey、谷澤拓歩、中村優一、服部将也、松隈達彦、丸山誠、藁谷亮太
1988年生まれ
伊郷アクン、川村陵、久保寺晋哉、丸野優、山下翔央、ラファイ・エディ
1989年生まれ
塩谷司、田村昴之、富田真央、山本亮太
1990年生まれ
伊藤庸介、稲葉光、今井龍世、鈴木大貴、村野貴繕
1991年生まれ
赤間直哉、鮎川太陽、今井康揮、今井貴将、大本郁弥、亀井拓、セオン・エディ、高橋竜、瀧澤龍太、三浦聖人、福士申樹、船曳健太、安井謙太郎、山下拓海
1992年生まれ
秋山大河、浅香航大、井澤勇貴、カミュー・ケイド、岸孝良、小池翔磨、真田佑馬、山下玲央
1993年生まれ
大川慶吾、大久保彰将、大久保ルイス、小野寺一希、加藤冠、川上裕太郎、川島拳也、高畑岬、杉下峻哉、ペイン・ダンテ・将之介、増田良
1994年生まれ
小川優、桂川若葉、ジョーイ・ティー、原浩大、半澤暁、藤田勇紀、森内寛樹、森継亮太、諸星翔希、渡辺大輝
1995年生まれ
秋葉瑠世、アンダーソン・ケイシー孝、石川拓哉、今井拓哉、植草裕太、ウェスリー・マッシー、植田翔、けみお、小林瑞生、関口夏月也、村田力斗、森田美勇人
1996年生まれ
阿部冬夜、新井一馬、岡本カウアン、岸本慎太郎、今野貴之、角田侑晟、櫻井龍之介、千田京平、田中誠治、萩谷慧悟、塙大輝、前田直樹、水越大介、基俊介、横原悠毅、吉野翔太、脇山礼
1997年生まれ
秋山大地、阿部顕嵐、石田直也、牛田悠介、浦野秀太、影山拓也、川口優、栗田恵、齊藤崇太、白岩瑠姫、鈴木舜映、高橋賢生、高橋実靖、西本京平、羽生田挙武、村治将之助、山下一成
1998年生まれ
上原勝太郎、宇敷翼、内龍星、加納大雅、川﨑翔太、古林虹輝、小俣翔、新藤樹力、鈴木大河、髙橋颯、髙橋凜、田島将吾、谷口優哉、谷村龍一、椿泰我、永田慈英、長妻怜央、根岸葵海、林拓音、三浦わたる
1999年生まれ
今村隼人、ヴァサイェガ光、荻野未友治、海宝潤、佐々木彪瑠、関根悠斗、髙橋優斗、玉元風海人、福島海斗、福島北斗、中村大輝、中村侑輝、西村航、村木亮太、山本稜真
2000年生まれ
岡田蒼生、林一平、羽場友紀、倉本郁、髙橋汐音、佐藤新、末武幸紘、菅井優哉、松井奏、森永祐二
2001年生まれ
森田真弥、千野葵、五十嵐玲央、金田耀生、輪島大生、髙橋真斗、平塚翔馬、細澤聖南、八木橋一晴、矢後敦海
2002年生まれ
岩原怜音、鎌田凌成、齋藤悠杏、下山晴叶、林一敬
2003年生まれ
有馬信平、久保田空輝、嶋村法穏、空応龍、手島麗央、樋口航太郎
2004年生まれ
榎本陸、大東立樹、金指一世、滝本海都、福島颯人、三島太一、吉原廉
2005年生まれ
池田虎雅、大関荷風、尾崎龍星、小鯛詩恩、田口航輝、谷田柊士、半田昌宗、ブランデン
2006年生まれ
石渡大和、小田将聖、久我一智、小山龍之介、佐藤匠、高橋翔吾、竹田凌
2007年生まれ
木村来士、渡邉心
2008年生まれ
入江奏多、臼倉大芽、佐藤直也、三村航輝
2009年生まれ
飯島公平、佐久間玲駈、鮫島令、千田琥太朗
2010年生まれ
安達柊我、久本サスケ
2011年生まれ
小松美空、西中蒼輝
2013年生まれ
髙橋輝汐
2014年生まれ
廣末裕理
（生年不明）
《か行》河村直人
《さ行》須藤邦海
《な行》中村優一、仲村陸
《は行》伴貴将、藤家和依
《ま行》前田航気、松本和希、宮崎和夫
《や行》矢代徳久

## 退所した主な関西ジュニア
出典がある人物のみ掲載（50音順）。グループデビューした者も含む。
生年順
1979年生まれ
永島智広
1980年生まれ
魚谷輝明、牧山雄亮
1981年生まれ
北山純一、曽根正太郎、田中純弥、中島省吾
1982年生まれ
小川修平、呉村哲弘
1984年生まれ
大堀治樹、伊藤政氏、小宮健太、大堂祐史
1985年生まれ
松本一平、野田真人、今山透、菊岡正展、三宅将馬
1986年生まれ
安達雅哉、梅阪剛司、堀田豊寛、丸山紘史
1987年生まれ
天野賢、三好真、室龍規
1988年生まれ
古澤良
1989年生まれ
中嶋悠耶、中田大智
1990年生まれ
林真鳥
1991年生まれ
石田英剛、清水飛鳥、新矢悠貴
1992年生まれ
南野凱、根来将光
1993年生まれ
足立匡、植田慎一郎、上村雅哉、大倉士門、岡村勇市朗、竹本慎平、向井達郎、山下風雅、吉田涼也
1994年生まれ
上仲百波、小野美勇士、楠本幸登、古謝那伊留、仁田直人、山口健太
1995年生まれ
岡崎拓弥、杉村怜音
1996年生まれ
朝田淳弥、金内柊真、中田篤志、山本男
1997年生まれ
小手川炎
1998年生まれ
澤田雅也、吉岡廉
1999年生まれ
中村龍之介、福井宏志朗、福本大晴、毛利柊和
2000年生まれ
赤名竜乃介、石澤晴太郎、奥村颯太
2001年生まれ
河下楽、小吹駿、守屋周斗、吉川太郎
2002年生まれ
井田竜聖、小柴陸
2003年生まれ
小久保澪、辻本良
2004年生まれ
河本晴貴、當間琉巧
2005年生まれ
浅倉吏玖、小椋健生、佐田一眞、竹村翔、姫野颯良、藤森凌駕、堀躍人
2006年生まれ
佐藤颯梓、武田優斗、森本悠阿、山口凛
2007年生まれ
伊藤翔真
2008年生まれ
扇野雅陵、辻宗冶
2009年生まれ
岩泉輝斗、高松凱士、辻本快都
2010年生まれ
家保総司、池田宗磨
2011年生まれ
丹下璃音、星野遼介
2013年生まれ
川﨑士恩、芝原知樹、鈴木奏斗
2014年生まれ
岡佑音、辰元晃誠、星野隼介、水木廉
（生年不明）
《は行》福原一哉